# Trichaeta divisura
Trichaeta divisura är en fjärilsart som beskrevs av Walker 1862. Trichaeta divisura ingår i släktet Trichaeta och familjen björnspinnare. Inga underarter finns listade i Catalogue of Life.